# Phelps (villa)
Phelps es una villa ubicada en el condado de Ontario en el estado estadounidense de Nueva York. En el año 2000 tenía una población de 1,969 habitantes y una densidad poblacional de 650 personas por km².

## Geografía
Phelps se encuentra ubicada en las coordenadas 42°57′30″N 77°3′44″O / 42.95833, -77.06222.

## Demografía
Según la Oficina del Censo en 2000 los ingresos medios por hogar en la localidad eran de $40,758, y los ingresos medios por familia eran $48,207. Los hombres tenían unos ingresos medios de $32,984 frente a los $24,076 para las mujeres. La renta per cápita para la localidad era de $20,257. Alrededor del 6.1% de la población estaban por debajo del umbral de pobreza.